# .cc
.cc là tên miền Internet quốc gia (ccTLD) dành cho quần đảo Cocos và Keeling, lãnh thổ Úc. Nó được quản lý bởi VeriSign dùng công ty phụ eNIC, họ quảng cáo nó được đăng ký quốc tế như ".com thứ hai".
Có lúc khi nó cũng được quản lý (một phần hay tất cả) bởi ClearChannel để các đài radio của họ ở Hoa Kỳ sử dụng. Họ không còn sử dụng hệ thống này trên Internet.